# Schrotzimmerung
Als Schrotzimmerung, Schrottzimmerung, Vollschrotausbau, ganze Schrotzimmerung oder einfach nur ganzer Schrot bezeichnet man im Bergbau einen aus Holzgevieren bestehenden Schachtausbau, bei dem die einzelnen Geviere direkt übereinander liegen. Die ganze Schrotzimmerung wird in Schächten eingebaut, die sehr starkem Gebirgsdruck ausgesetzt sind oder die in losem Gebirge geteuft werden. Sie gehört zur Gruppe der Geviertzimmerungen.

## Grundlagen und Geschichte
Bis ins 19. Jahrhundert wurden Schächte fast ausschließlich mit Holzausbau ausgebaut. Als Ausbau wurde entweder die ganze Schrotzimmerung oder aus Kostengründen, wenn möglich, die Bolzenschrotzimmerung eingesetzt. Verwendet wurde für diesen Ausbau überwiegend Rundhölzer aus Eichenholz oder auch Kiefern- oder Fichtenholz. Die aus diesen Hölzern erstellten Geviere wurden direkt übereinander gelegt. Diese Bauweise ähnelt im Großen und Ganzen der von Holzwänden bei Blockhäusern. In erster Linie wollte man mit dieser Art des Schachtausbaus den großen Gebirgsdruck beherrschen. Andererseits nutzte man diese Ausbauform auch, um Zuflüsse von Grubenwasser während des Abteufens besser beherrschen zu können. Genutzt wurde diese Bauweise auch gerne, um den Bereich des Schachtkopfes sicher auszubauen. Später wurden wichtige Förderschächte, die für einen längeren Zeitraum genutzt werden sollten, nicht mehr mit Holzausbau ausgebaut. Im Laufe des 20. Jahrhunderts wurde die Verwendung von Holzausbau in bestimmten Regionen aufgrund der Brandgefahr in neu abzuteufenden Tagesschächten vom Oberbergamt verboten.

## Aufbau und Zusammensetzung
Als Erstes werden über Tage als Fundament für das Fördergerüst zwei Paar Rüstbäume, die das erste Schachtgeviert bilden und die sich rechtwinklig kreuzen, gelegt. Die weiteren Gevierte für die Schrotzimmerung werden danach, je nach Fortschreiten des Abteufens, über Tage vorbereitet und anschließend zur Einbaustelle gefördert. Eingebaut werden die einzelnen Gevierte idealerweise von unten nach oben, da der umgekehrte Einbau von oben nach unten zu aufwändig und zu kompliziert ist. Der Einbau erfolgt abschnittsweise je nach Teuffortschritt. Dazu werden als erstes drei Haupttragstempel für das unterste Geviert gelegt. Diese Tragstempel werden durch Bühnlöcher gesichert und alle zwei bis zweieinhalb Meter gesetzt. Auf diese Tragstempel wird das unterste Geviert gelegt. Dieses so gesicherte Geviert wird als tragendes Geviert bezeichnet. Die weiteren Gevierte werden anschließend direkt übereinander gelegt. Vorteilhaft bei dieser Bauweise ist, dass kein Verzug benötigt wird. Allerdings wird hierbei erheblich mehr Rundholz benötigt und verarbeitet als bei der Bolzenschrotzimmerung. Bei starkem Gebirgsdruck werden die Gevierte mittels Wandrutenzimmerung verstärkt.